# Théodore Guiter
Pour les articles homonymes, voir Guiter.
Théodore Guiter est un homme politique français né le 15 février 1797 à Perpignan (Pyrénées-Orientales) et décédé le 22 mars 1875 à Paris.

## Biographie
Fils du notaire Antoine Guiter, lui-même notaire à Perpignan, il milite dans l'opposition libérale à la Monarchie de Juillet. 
Pancou-Lavigne, Justin Durand, Théodore  Guiter et Henri Delcros exercent les fonctions de maire de Perpignan par roulement tous les deux mois du 8 mars au 16 novembre 1831.
En février 1848, il est commissaire du gouvernement dans les Pyrénées-Orientales, puis député des Pyrénées-Orientales de 1848 à 1851, siégeant à gauche. Il part en exil en Savoie après le coup d’État du 2 décembre 1851. Il est de nouveau député de 1871 à 1875, siégeant à gauche.
Théodore Guiter est le neveu de Joseph Guiter.

## Mandats
Député des Pyrénées-Orientales
- 23 avril 1848 - 26 mai 1849
- 13 mai 1849 - 2 décembre 1851
- 8 février 1871 - 22 mars 1875